# 丘爾帕丘爾帕尼山
18°55′13″S 66°38′56″W / 18.92028°S 66.64889°W
丘爾帕丘爾帕尼山（Chullpa Chullpani），是玻利維亞的山峰，位於該國西部奧魯羅省的埃杜阿多阿瓦羅亞省，處於維拉維爾基山西南面，屬於安第斯山脈的一部分，海拔高度4,878米。